# Comissió d'Energia de Califòrnia
La Comissió d'Energia de Califòrnia, formalment la Comissió de Conservació i Desenvolupament dels Recursos Energètics, és la principal agència de planificació i política energètica de Califòrnia.
Creada el 1974 i amb seu a Sacramento, les responsabilitats bàsiques de la Comissió inclouen:
- Avançar la Política Energètica de l'Estat.
- Aconseguint l'eficiència energètica.
- Invertir en innovació energètica.
- Desenvolupament d'Energies Renovables.
- Transformant el transport.
- Supervisió de la infraestructura energètica.
- Preparació per a emergències energètiques.

La Comissió és una divisió de l'Agència de Recursos Naturals de Califòrnia, que està sota la direcció del secretari del gabinet, Wade Crowfoot. Una de les seves responsabilitats destacades és el manteniment del Codi Energètic de Califòrnia.

## Organització
Secretari de gabinet.
- Comissió d'Energia.
  - Director executiu.
    - Divisió de Serveis Administratius: responsable de proporcionar serveis centralitzats de comptabilitat, personal i tecnologia de la informació per a tota la Comissió.
    - Divisió d'Avaluacions Elèctriques: responsable de proporcionar avaluacions analítiques dels sistemes i tendències d'electricitat i gas natural de Califòrnia.
    - Divisió d'eficiència energètica i renovables: ofereix assistència a empreses i particulars en matèria d'eficiència i conservació energètica.
    - Divisió d'emplaçament d'instal·lacions energètiques: responsable de l'autorització de la construcció de noves centrals elèctriques i de la regulació de les centrals elèctriques existents.
    - Divisió de Combustibles i Transport: responsable d'analitzar les necessitats energètiques i de combustibles de transport.
    - Divisió de Recerca i Desenvolupament: proporciona finançament públic per donar suport a la investigació energètica i el desenvolupament tecnològic.

## Projectes
- Programa d'eficiència d'aparells.
- Associació de piles de combustible de Califòrnia.
- Iniciativa Solar de Califòrnia.
- Lloc web de Energy Quest Arxivat 2018-08-09 a Wayback Machine..
- Centre de Recerca PHEV.